# Чандао (меч)

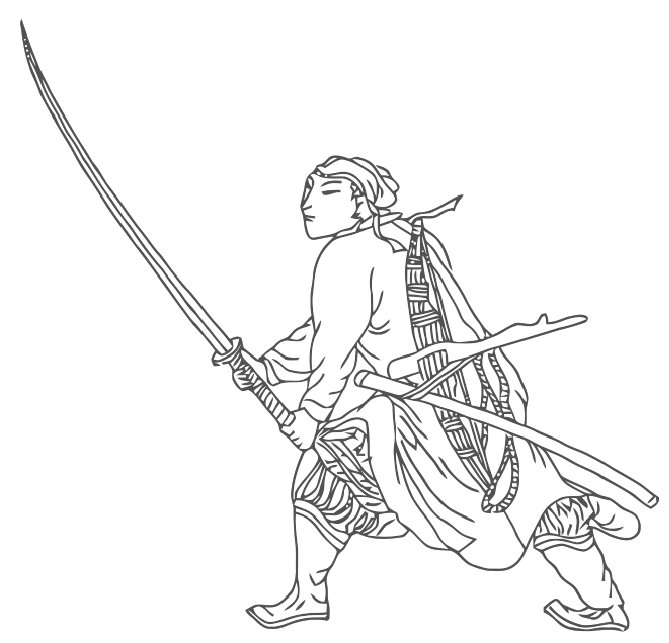
Чандао

Чандао (кит. трад. 長刀, упр. 长刀, пиньинь chángdāo, буквально: «длинный меч») — двуручный, однолезвийный китайский меч. Во время Империи Мин, чандао часто использовался как общее название для двуручных мечей. В современности также для описания аналогичных мечей иногда используется название мяодао. Источники времен Империи Тан описывают меч чандао как идентичный модао (кит. 陌刀). Однако, последний может быть обоюдоострым оружием, в отличие от чандао.
Считается, что чандао появился во времена Империи Тан, в качестве оружия для элитных подразделений пехоты в армии Тан. Меч имел общую длину более двух метров, и состоял из обоюдоострого клинка длиной чуть менее одного метра и рукояти длиной более одного метра. Благодаря своему значительному размеру меч стал одной из отличительных черт пехоты Тан, и часто им вооружали передовые части армии, подобно длинными копьями с наконечниками против вражеских формирований. Тайбай Иньцзин гласит:

Одна армия состоит из 12 500 солдат и офицеров. 10 000 человек в восьми формированиях вооружены пэйдао; 2 500 человек в двух формированиях вооружены модао.
После эпохи Тан подобный меч потерял актуальность. Чандао снова появился во время Империи Мин, им называли двуручный однолезвийный меч. Этот меч стал известен как эффективное оружие Ци Цзигуана. Ци получил ручной меч школы Кагэ-рю после борьбы с японскими пиратами-вокоу. Он модифицировал его для своих войск и использовал в борьбе против врагов на границе с монгольскими землями в 1560-х годах. В то время Ци определил длину меча в 1,95 метров, по аналогии с японской одати. Его ручка была длинной, примерно в одну треть от общей длины, а изгиб меньше, чем у японских мечей. Командуя 100 000 солдат на монгольской границе, Ци нашел это оружие настолько эффективным, что до сорока процентов его армии имели этот меч на вооружении. Чандао часто сравнивают с японскими мечами одати или нагинатой, обладающими многими сходствами с ним.